# Військово-космічна академія імені О. Ф. Можайського
Військово-космічна академія імені А. Ф. Можайського — один із найстаріших вищих військових навчальних закладів Росії, розташований у Санкт-Петербурзі. Веде свою історію з 16 січня 1712, коли Петро I підписав указ про створення першої Інженерної школи.
У академії ведеться підготовка кадрів для Повітряно-космічних сил, органів управління Збройних сил РФ, органів виконавчої РФ, у яких передбачена військова служба. Академія є системотворчим політехнічним вузом Міністерства оборони Російської Федерації, провідним науковим та навчальним центром у сфері військово-космічної діяльності, інформаційно-телекомунікаційних технологій та технологій збору та обробки спеціальної інформації.

## Академічний профіль
Академія здійснює підготовку спеціалістів програмам вищої та середньої професійної освіти: магістра з трьох спеціальностей (вища освіта); спеціаліст з 39 військових спеціальностей на дев'яти факультетах (вища освіта); шість військових спеціальностей (середня професійна освіта).
Станом на 2020 рік в академії працюють 5 порад із захисту докторських та кандидатських дисертацій, у яких протягом останніх п'яти років успішно захищено понад 150 докторських та кандидатських дисертацій, науковою та освітньою роботою займаються 109 докторів наук; 720 кандидатів наук; 93 професори; 331 доцент; 25 заслужених діячів науки Російської Федерації; 5 заслужених працівників вищої школи Російської Федерації; 6 заслужених винахідників Російської Федерації; 34 членів академій наук Російської Федерації; 16 лауреатів премії Уряду Російської Федерації; 5 почесних працівників науки Російської Федерації; 71 почесний працівник вищої професійної освіти.
До складу академії входять 12 факультетів (включаючи факультет середньої професійної освіти), військовий інститут (науково-дослідний), відділи, служби та підрозділи забезпечення.
У період з 1941 до 2010 року в академії проведено понад 80 випусків, підготовлено близько 46 тисяч офіцерів.
Академія стала першим вузом Росії, які мають своє угруповання малих космічних апаратів.

## Відомі випускники
- Генерал Забродський Михайло Віталійович